# Cikapundung

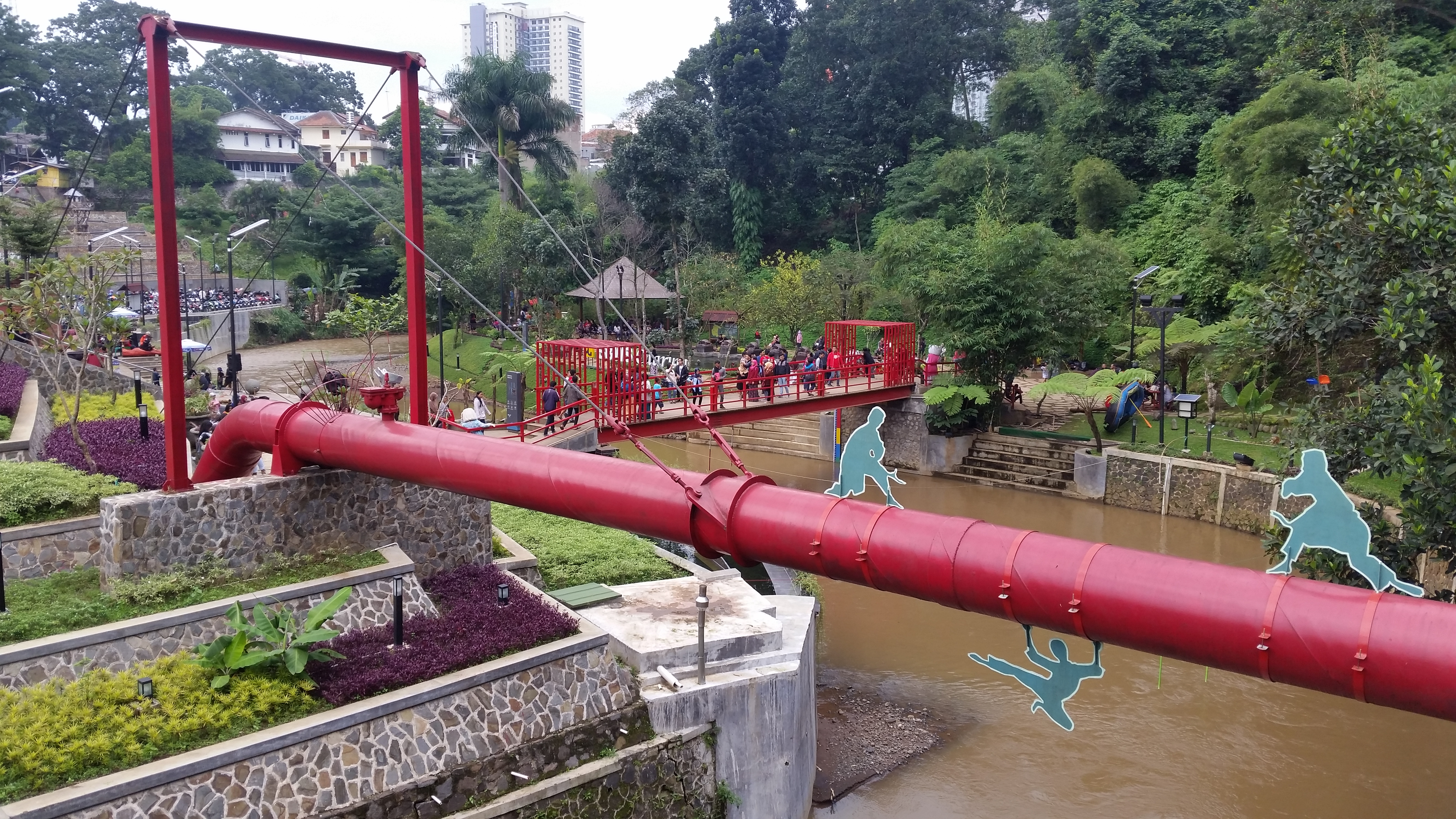
De Cikapundung in Bandung

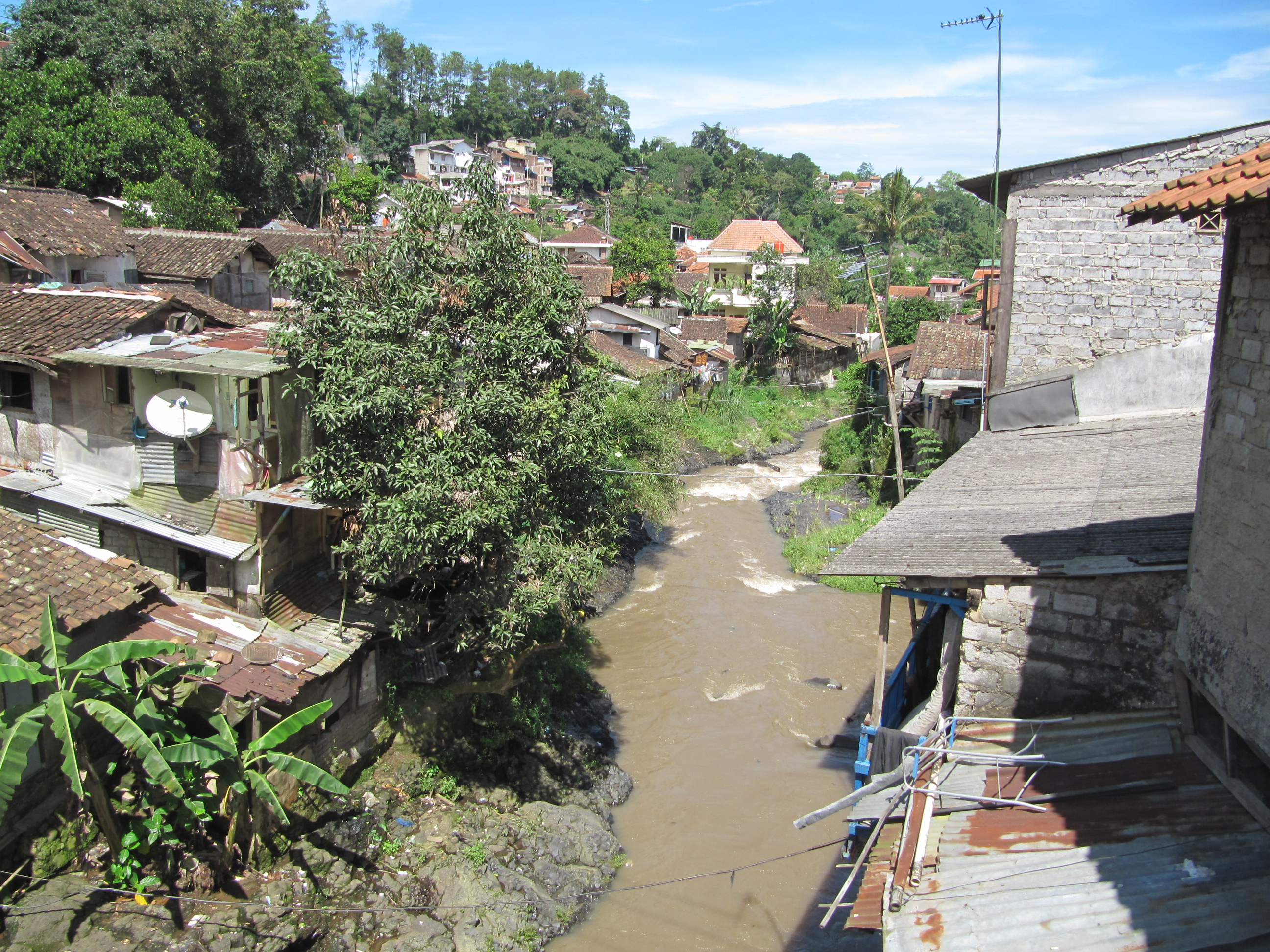
De Cikapundung tussen de bebouwing in Dago

De Cikapundung of Ci Kapundung is een rivier in de Indonesische provincie West-Java. Het is een zijrivier van de Citarum. De Cikapundung stroomt in noord-zuidelijke richting door de provinciehoofdstad Bandung. De rivier is sterk vervuild.
De Cikapundung heeft haar oorsprong is ten noorden van Bandung in Lembang en mondt uit in de Citarum. De rivier loopt langs de Maribaya-watervallen en de Dago-waterval. 
De naam stamt uit het Soendanees: Ci betekent rivier en Kapundung is een heestersoort, Baccaurea racemosa. De Nederlands-Indische spelling van de naam was Tjikapoendoeng.